# Vattenkikare

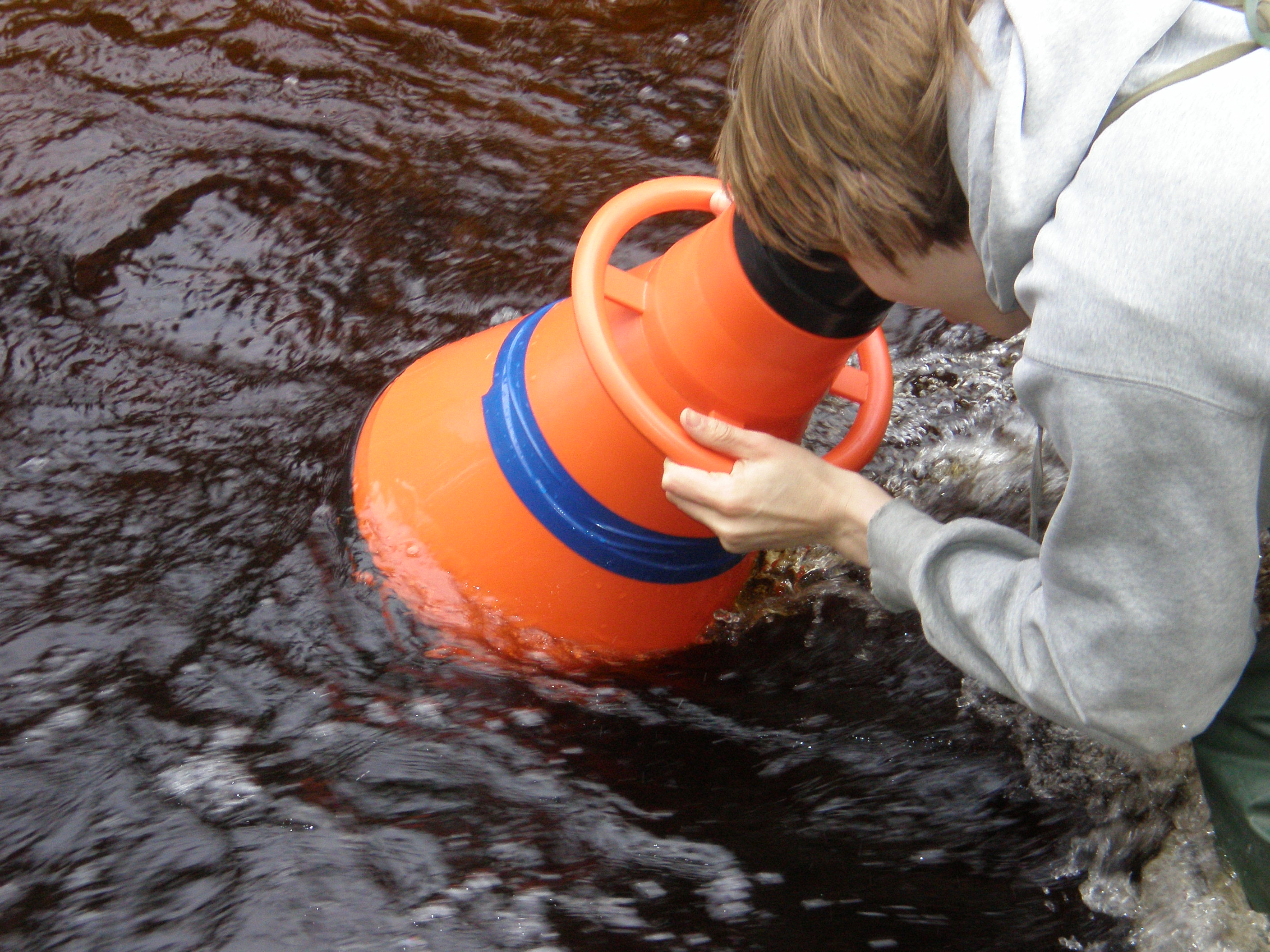
Vattenkikare

Vattenkikare är ett vanligtvis trattformat rör med en plexiglasskiva i botten. Vattenkikaren tar bort vattenytans reflexer, vilket gör det lättare att se ner i vattnet. Vattnets brytning kvarstår samt att vattenkikaren ej förstorar föremål i vattnet.Vattenkikaren har kommit till användning vid justring av ål eller andra kustnära mindre fiskar.

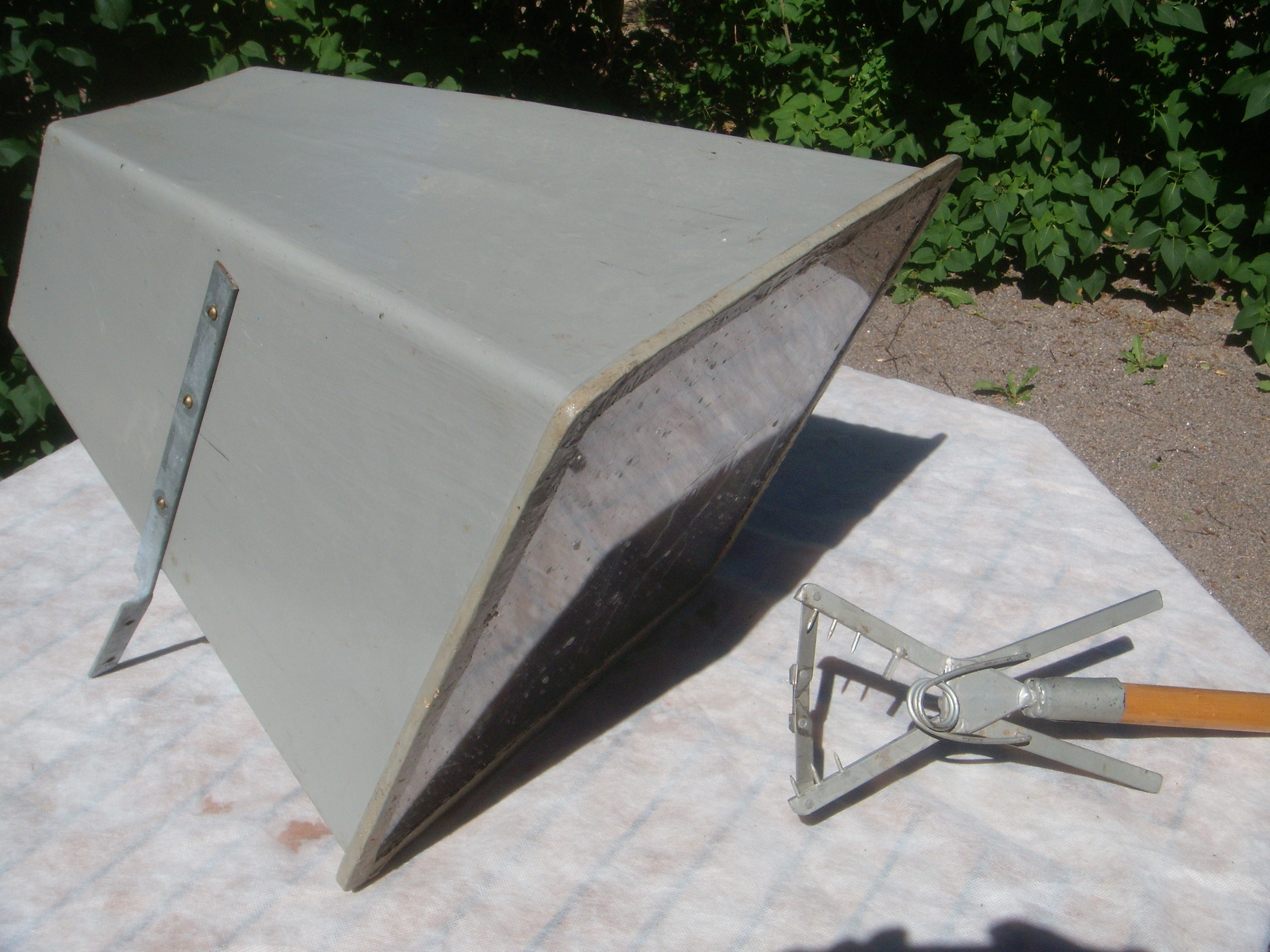
Vattenkikare och ålsax från Blekinge

Vattenkikaren används exempelvis av limnologer vid inventering av musslor, till exempel flodpärlmusslor.